# هانا ویلیامز (بازیگر)
هانا ویلیامز (۱۶ ژوئیه ۱۹۱۱–۱۱ ژانویه ۱۹۷۳) بازیگر، خواننده و کمدین آمریکایی و همسر سابق بوکسور تالار مشاهیر جک دمپسی بود. او در سال ۱۹۳۱ نمایش را ترک کرد تا با راجر ولف کان ازدواج کند.